# Liste der Baudenkmäler in Broich (Mülheim an der Ruhr)
Die Liste der Baudenkmäler in Broich (Mülheim an der Ruhr) enthält die denkmalgeschützten Bauwerke auf dem Gebiet von Mülheim an der Ruhr-Broich, Stadtbezirk Linksruhr, in Nordrhein-Westfalen (Stand: 12. Juli 2011). Diese Baudenkmäler sind in der Denkmalliste der Stadt Mülheim an der Ruhr eingetragen; Grundlage für die Aufnahme ist das Denkmalschutzgesetz Nordrhein-Westfalen (DSchG NRW).

| Bild                                                               | Bezeichnung                                                        | Lage                                                           | Beschreibung | Bauzeit   | Eingetragen seit | Denkmal- nummer |
| ------------------------------------------------------------------ | ------------------------------------------------------------------ | -------------------------------------------------------------- | --- | --------- | ---------------- | --------------- |
| weitere Bilder                                                     | Ehrenfriedhof Am Großen Berg                                       | Am Großen Berg Karte                                           | |           |                  | 496             |
| weitere Bilder                                                     | Schloss Broich                                                     | Am Schloß Broich 28 Karte                                      | |           |                  | 149             |
|                                                                    |                                                                    | Am Schloß Broich 31 Karte                                      | |           |                  | 574             |
| Kraftwagenhalle ehem. Ringlokschuppen                              | Kraftwagenhalle ehem. Ringlokschuppen                              | Am Schloß Broich 38 Karte                                      | |           |                  | 535             |
|                                                                    |                                                                    | Am Schloß Broich 40 Karte                                      | |           |                  | 497             |
| Wasserturm des Bahnhofs Speldorf                                   | Wasserturm des Bahnhofs Speldorf                                   | Am Schloß Broich 42 Karte                                      | Museum zur Vorgeschichte des Films |           |                  | 161             |
| Heinrich-Thöne-Volkshochschule                                     | Heinrich-Thöne-Volkshochschule                                     | Bergstraße 1–3 Karte                                           | Das alte Gebäude der Heinrich-Thöne-Volkshochschule in Mülheim an der Ruhr. Architekt Dietmar Teich, eröffnet am 24.08.1979. Seit dem 18.09.2017 wegen Brandschutzmängeln geschlossen.                            | 1976-1979 | 10.02.2017       | 696             |
| weitere Bilder                                                     | Eisenbahnausbesserungswerk                                         | Duisburger Straße Am Schloß Broich 50 Zur Alten Dreherei Karte | |           | 29.07.2014       | 664             |
|                                                                    |                                                                    | Duisburger Straße 59 Karte                                     | |           |                  | 571             |
|                                                                    |                                                                    | Duisburger Straße 131 Karte                                    | |           |                  | 499             |
|                                                                    |                                                                    | Duisburger Straße 139 Karte                                    | |           |                  | 572             |
| BW                                                                 |                                                                    | Freundhofweg 11 Karte                                          | |           |                  | 501             |
| BW                                                                 | Streithof                                                          | Freundhofweg 25 Karte                                          | |           |                  | 630             |
| Ensemble Graf-Wirich-Str. 11–17; Graf-Wirich-Str. 11               | Ensemble Graf-Wirich-Str. 11–17; Graf-Wirich-Str. 11               | Graf-Wirich-Straße 11 Karte                                    | |           |                  | 502             |
| Ensemble Graf-Wirich-Str. 11–17; Graf-Wirich-Str. 13               | Ensemble Graf-Wirich-Str. 11–17; Graf-Wirich-Str. 13               | Graf-Wirich-Straße 13 Karte                                    | |           |                  | 502             |
| Ensemble Graf-Wirich-Str. 11–17; Graf-Wirich-Str. 15               | Ensemble Graf-Wirich-Str. 11–17; Graf-Wirich-Str. 15               | Graf-Wirich-Straße 15 Karte                                    | |           |                  | 502             |
| Ensemble Graf-Wirich-Str. 11–17; Graf-Wirich-Str. 17               | Ensemble Graf-Wirich-Str. 11–17; Graf-Wirich-Str. 17               | Graf-Wirich-Straße 17 Karte                                    | |           |                  | 502             |
|                                                                    |                                                                    | Graf-Wirich-Straße 19 Karte                                    | |           |                  | 503             |
|                                                                    |                                                                    | Hermannstraße 24 Karte                                         | |           |                  | 505             |
|                                                                    |                                                                    | Hermannstraße 26 Karte                                         | |           |                  | 506             |
| Siedlung Salierstr./Kirchstr.; Hermannstr. 65                      | Siedlung Salierstr./Kirchstr.; Hermannstr. 65                      | Hermannstraße 65 Karte                                         | |           |                  | 520             |
| Siedlung Salierstr./Kirchstr.; Hermannstr. 69                      | Siedlung Salierstr./Kirchstr.; Hermannstr. 69                      | Hermannstraße 69 Karte                                         | |           |                  | 520             |
| Ensemble Herzogstr. 1–15/Königstr. 18; Herzogstr. 1                | Ensemble Herzogstr. 1–15/Königstr. 18; Herzogstr. 1                | Herzogstraße 1 Karte                                           | |           |                  | 513             |
| Ensemble Herzogstr. 1–15/Königstr. 18; Herzogstr. 3                | Ensemble Herzogstr. 1–15/Königstr. 18; Herzogstr. 3                | Herzogstraße 3 Karte                                           | |           |                  | 513             |
| Ensemble Herzogstr. 1–15/Königstr. 18; Herzogstr. 5                | Ensemble Herzogstr. 1–15/Königstr. 18; Herzogstr. 5                | Herzogstraße 5 Karte                                           | |           |                  | 513             |
| Ensemble Herzogstr. 1–15/Königstr. 18; Herzogstr. 7                | Ensemble Herzogstr. 1–15/Königstr. 18; Herzogstr. 7                | Herzogstraße 7 Karte                                           | |           |                  | 513             |
| Ensemble Herzogstr. 1–15/Königstr. 18, Herzogstr. 9                | Ensemble Herzogstr. 1–15/Königstr. 18, Herzogstr. 9                | Herzogstraße 9 Karte                                           | |           |                  | 513             |
| Ensemble Herzogstr. 1–15/Königstr. 18; Herzogstr. 11               | Ensemble Herzogstr. 1–15/Königstr. 18; Herzogstr. 11               | Herzogstraße 11 Karte                                          | |           |                  | 513             |
| Ensemble Herzogstr. 1–15/Königstr. 18, Herzogstr. 15               | Ensemble Herzogstr. 1–15/Königstr. 18, Herzogstr. 15               | Herzogstraße 15 Karte                                          | |           |                  | 513             |
| Doppelhaus Holzstraße 17/19                                        | Doppelhaus Holzstraße 17/19                                        | Holzstraße 17 Karte                                            | |           |                  | 508             |
| Doppelhaus Holzstraße 17/19                                        | Doppelhaus Holzstraße 17/19                                        | Holzstraße 19 Karte                                            | |           |                  | 508             |
| Siedlung Salierstraße/Kirchstraße; Kirchstr. 16–181                | Siedlung Salierstraße/Kirchstraße; Kirchstr. 16–181                | Kirchstraße 16 bis 18 Karte                                    | |           |                  | 520             |
| Siedlung Salierstraße/Kirchstraße; Kirchstr. 34a                   | Siedlung Salierstraße/Kirchstraße; Kirchstr. 34a                   | Kirchstraße 34 a Karte                                         | |           |                  | 520             |
| Siedlung Salierstraße/Kirchstraße; Kirchstr. 76 c                  | Siedlung Salierstraße/Kirchstraße; Kirchstr. 76 c                  | Kirchstraße 76 c Karte                                         | |           |                  | 520             |
|                                                                    |                                                                    | Königstraße 15/17 Karte                                        | |           |                  | 586             |
| Ensemble Königstr. 18, Herzogstr. 1–15; Königstr. 18               | Ensemble Königstr. 18, Herzogstr. 1–15; Königstr. 18               | Königstraße 18 Karte                                           | |           |                  | 513             |
| Siedlung Salierstr./Kirchstr.; Kriegerstr. 22 bis 28               | Siedlung Salierstr./Kirchstr.; Kriegerstr. 22 bis 28               | Kriegerstraße 22 bis 28 Karte                                  | |           |                  | 520             |
| Wohnhaus                                                           | Wohnhaus                                                           | Kurfürstenstraße 31 Karte                                      | |           |                  | 402             |
| Ensemble Kurfürstenstr. 36–48                                      | Ensemble Kurfürstenstr. 36–48                                      | Kurfürstenstraße 36 Karte                                      | |           |                  | 311             |
| Ensemble Kurfürstenstr. 36–48                                      | Ensemble Kurfürstenstr. 36–48                                      | Kurfürstenstraße 38 Karte                                      | |           |                  | 311             |
| Ensemble Kurfürstenstr. 39–47                                      | Ensemble Kurfürstenstr. 39–47                                      | Kurfürstenstraße 39 Karte                                      | |           |                  | 403             |
| Ensemble Kurfürstenstr. 36–48                                      | Ensemble Kurfürstenstr. 36–48                                      | Kurfürstenstraße 40 Karte                                      | |           |                  | 311             |
| Ensemble Kurfürstenstr. 39–47                                      | Ensemble Kurfürstenstr. 39–47                                      | Kurfürstenstraße 41 Karte                                      | |           |                  | 403             |
| Ensemble Kurfürstenstr. 36–48                                      | Ensemble Kurfürstenstr. 36–48                                      | Kurfürstenstraße 42 Karte                                      | |           |                  | 311             |
| Ensemble Kurfürstenstr. 39–47                                      | Ensemble Kurfürstenstr. 39–47                                      | Kurfürstenstraße 43 Karte                                      | |           |                  | 403             |
| Ensemble Kurfürstenstr. 36–48                                      | Ensemble Kurfürstenstr. 36–48                                      | Kurfürstenstraße 44 Karte                                      | |           |                  | 311             |
| Ensemble Kurfürstenstr. 39–47                                      | Ensemble Kurfürstenstr. 39–47                                      | Kurfürstenstraße 45 Karte                                      | |           |                  | 403             |
| Ensemble Kurfürstenstr. 36–48                                      | Ensemble Kurfürstenstr. 36–48                                      | Kurfürstenstraße 46 Karte                                      | |           |                  | 311             |
| Ensemble Kurfürstenstr. 39–47                                      | Ensemble Kurfürstenstr. 39–47                                      | Kurfürstenstraße 47 Karte                                      | |           |                  | 403             |
| Ensemble Kurfürstenstr. 36–48                                      | Ensemble Kurfürstenstr. 36–48                                      | Kurfürstenstraße 48 Karte                                      | |           |                  | 311             |
| Kurfürstenstr. 49/51                                               | Kurfürstenstr. 49/51                                               | Kurfürstenstraße 49 Karte                                      | |           |                  | 404             |
| Kurfürstenstr. 49/51                                               | Kurfürstenstr. 49/51                                               | Kurfürstenstraße 51 Karte                                      | |           |                  | 404             |
|                                                                    |                                                                    | Kurfürstenstraße 55 Karte                                      | |           |                  | 123             |
|                                                                    |                                                                    | Lederstraße 10 Karte                                           | |           |                  | 577             |
| Siedlung Salierstr./Kirchstr.; Markomannenstr. 1 bis 7 und 2 bis 8 | Siedlung Salierstr./Kirchstr.; Markomannenstr. 1 bis 7 und 2 bis 8 | Markomannenstraße 1 bis 7 Karte                                | |           |                  | 520             |
| BW                                                                 | Siedlung Salierstr./Kirchstr.; Markomannenstr. 1 bis 7 und 2 bis 8 | Markomannenstraße 2 bis 8 Karte                                | |           |                  | 520             |
|                                                                    |                                                                    | Mentzstraße 43 Karte                                           | |           |                  | 514             |
|                                                                    |                                                                    | Mühlenberg 12 Karte                                            | |           |                  | 515             |
|                                                                    |                                                                    | Mühlenberg 28 bis 30 Karte                                     | |           |                  | 516             |
| Alte Kornbrennerei (heute Künstleratelier von Peter Helmke)        | Alte Kornbrennerei (heute Künstleratelier von Peter Helmke)        | Pestalozzistraße 9 Karte                                       | ehemalige landwirtschaftliche Schnapsbrennerei Hermann Stockfisch: Hofanlage mit Backsteingebäude (mit Getreideaufzug, Kesselhaus und Kamin) sowie westlich gelegenem Arbeiterwohnhaus mit mehreren Nebengebäuden | um 1880   |                  | 159             |
| Siedlung Salierstr./Kirchstr.; Salierstr. 3 bis 71                 | Siedlung Salierstr./Kirchstr.; Salierstr. 3 bis 71                 | Salierstraße 3 bis 71 Karte                                    | |           |                  | 520             |
| Siedlung Salierstraße/Kirchstraße; Salierstr. 6–66                 | Siedlung Salierstraße/Kirchstraße; Salierstr. 6–66                 | Salierstraße 6 bis 66 Karte                                    | |           |                  | 520             |
|                                                                    |                                                                    | Schloßberg 1 Karte                                             | |           |                  | 409             |
|                                                                    |                                                                    | Schloßberg 7 Karte                                             | |           |                  | 521             |
|                                                                    |                                                                    | Schloßberg 13 Karte                                            | |           |                  | 522             |
|                                                                    |                                                                    | Schloßberg 14 Karte                                            | |           |                  | 610             |
|                                                                    |                                                                    | Schloßberg 15 Karte                                            | |           |                  | 523             |
|                                                                    |                                                                    | Schloßberg 19 Karte                                            | |           |                  | 524             |
|                                                                    |                                                                    | Schloßberg 21 Karte                                            | |           |                  | 525             |
| Villa Küchen, Haus der Begegnung                                   | Villa Küchen, Haus der Begegnung                                   | Tannenstraße 29, 37 Uhlenhorstweg 29 Karte                     | | 1912      |                  | 599             |
|                                                                    |                                                                    | Teichstraße 4 Karte                                            | |           |                  | 440             |
| Stadthalle                                                         | Stadthalle                                                         | Theodor-Heuss-Platz 1 Karte                                    | |           |                  | 175             |
|                                                                    |                                                                    | Ulmenallee 44 Karte                                            | |           |                  | 526             |
|                                                                    |                                                                    | Ulmenallee 48 Karte                                            | |           |                  | 527             |
| weitere Bilder                                                     | Kath. Kirche Broich (Herz Jesu)                                    | Ulmenallee 51 Karte                                            | |           |                  | 528             |
|                                                                    |                                                                    | Ulmenallee 53 Karte                                            | |           |                  | 529             |
|                                                                    |                                                                    | Ulmenallee 56 Karte                                            | |           |                  | 530             |
|                                                                    |                                                                    | Ulmenallee 64 Karte                                            | |           |                  | 531             |
|                                                                    |                                                                    | Wilhelminenstraße 8 Karte                                      | |           |                  | 532             |
|                                                                    |                                                                    | Wilhelminenstraße 10 Karte                                     | |           |                  | 533             |
|                                                                    |                                                                    | Wilhelminenstraße 11 Karte                                     | |           |                  | 534             |
| weitere Bilder                                                     | Ev. Kirche Broich                                                  | Wilhelminenstraße 26 bis 30 Karte                              | |           |                  | 547             |